# Зор (сборник)
«Зор» — второй сборник русского и советского поэта Николая Асеева, опубликованный в 1914 году.

## О книге
Сборник опубликован в 1914 году в московском издательстве «Лирень» тиражом 200 экземпляров. Он издан методом «самописи»: текст написан вручную тушью и литографирован в харьковской типолитографии. Стихотворение «Начало зора» располагается на развороте перпендикулярно. В книге почти нет знаков препинания, однако сохранились еры в конце слов, что не всегда встречалось в футуристических книгах.
«Зор» — одна из первых книг, выпущенных литературным объединением «Центрифуга». Оно было создано поэтами Николаем Асеевым, Сергеем Бобровым и Борисом Пастернаком: в 1914 году они вышли из группы «Лирика», которая была близка не только футуризму, но и символизму. О выпуске второй книги Асеева «Лирень» (первой был сборник «Ночная флейта») впервые сообщили в первом альманахе «Центрифуги» «Руконог». Однако в августе 1914 года был издан «Зор», а название «Лирень», по мнению литературоведа Игоря Шайтанова, было «пожертвовано» Асеевым издательству.
В «Зоре», в отличие от первого сборника, Асеев ищет поэзию в живой старинной и современной речи. Он широко использует в сборнике архаизмы, историзмы и неологизмы, построенные на старинных славянских корнях: «похолонить», «харалужье», «сутемь», «окличье», «бесиво», «сыта», «острогонь», «очима» (двойственное число от слова «око»), «бражества».
Стихотворение «Гремль. II» также выходило под названием «Кремль — 1914 год». Три стихотворения («Дорогая царевна...», «Кремль — 1914 год» и «Не спасти худым ковуям...») в 1915 году вошли в сборник Асеева «Сарматские песни».
«Зор» факсимильно воспроизведён в книге «Избранное», выпущенной в московском издательстве «Художественная литература» в 1990 году.

## Содержание

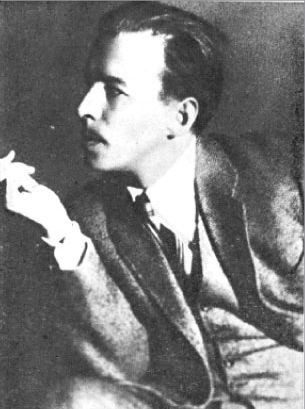
Николай Асеев

Ксения Синякова (в будущем Асеева), которой посвящён сборник

В сборник вошли 8 стихотворений, которые объединены сюжетом воинской атаки, штурма крепости. По мнению литературоведа Юрия Мешкова, герои «Зора» — «казаки-разбойники, свободные люди, готовые на бунт и больше всего почитающие законы своего вольного братства».
- Запевает («Что руки твои упали...»)
- Звенчаль («Тулумбасы, бей, бей...»)
- Начало зора («Мечами просекают людские голоса тоскующее время...»)
- Гремль. Первый выпал («Ровесница башен и стен...»)
- Гремль. II («Пламенный пляс скакуна...»)
- Тунь («Ты в маске электрической...»)
- «Дорогая царевна...»
- «Не спасти худым ковуям...»

Книга впервые посвящена будущей жене Николая Асеева Ксении Михайловне Синяковой. Кроме того, стихотворение «Тунь» посвящено её сестре, художнице Марии Уречиной, оформившей «Зор».

## Критика

Страница сборника «Зор» со стихотворением «Не спасти худым ковуям...»

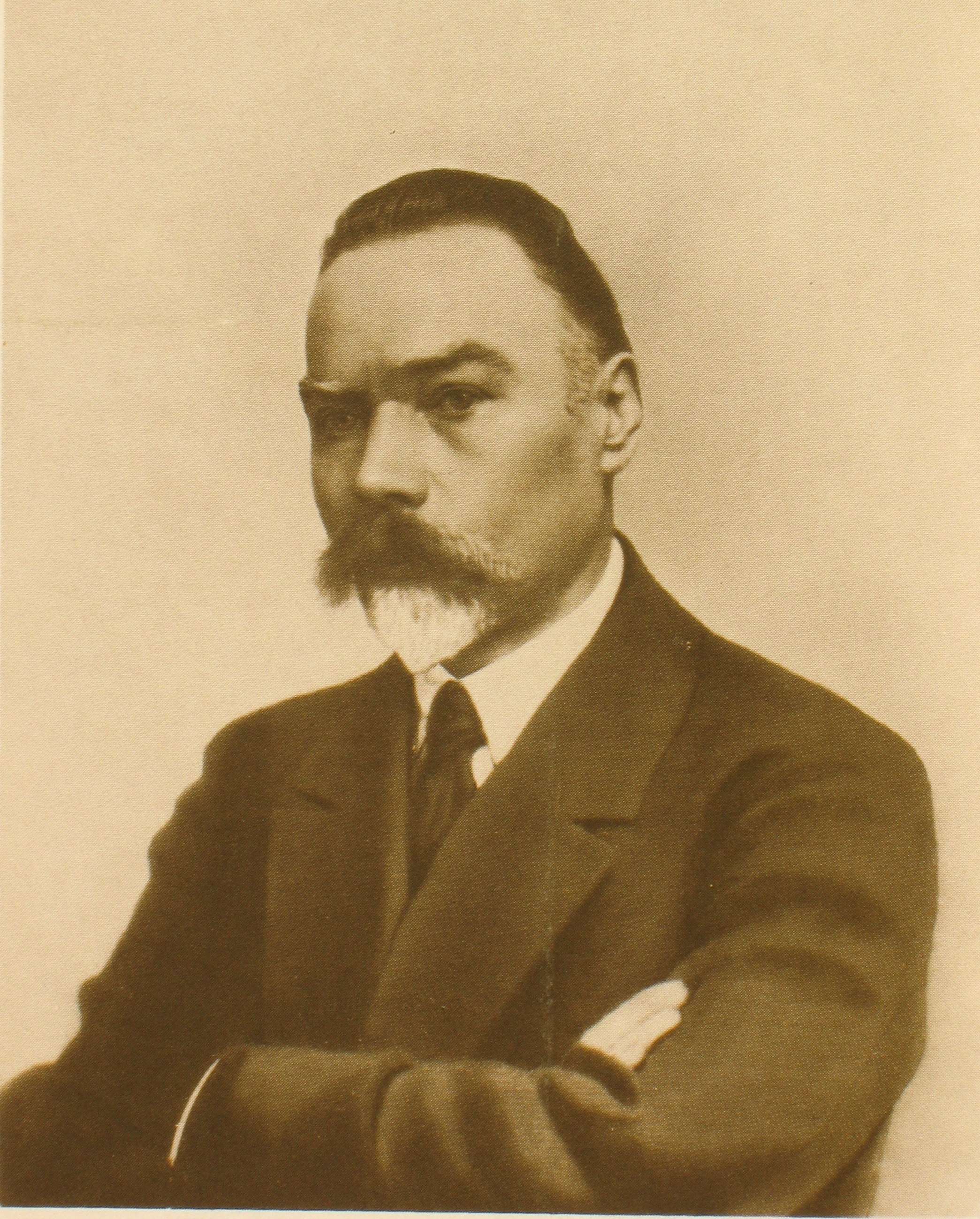
Валерий Брюсов, иронически изображённый в сборнике «Зор»

Традиционное для футуристических книг оформление сборника было скептически воспринято традиционалистской критикой: так, рецензент «Синего журнала» в 1914 году счёл название «Зора» диким.
По мнению Игоря Шайтанова, сборник стал свидетельством изменившегося художественного вкуса Асеева. Незадолго до издания «Зора» он, увлекавшийся творчеством немецкого романтика Эрнста Теодора Амадея Гофмана, планировал выпустить сборник сказок «Роберт Кларус в замке Рен». Однако теперь поэт оставил книжную романтику ради «самовитого» славянского слова. Юрий Мешков отмечает, что обращение к истории в «Зоре» стало у Асеева «попыткой разомкнуть узкий, камерный мир современной лирики и оттолкнуться от того негативного в действительности, что вызывало его неприятие». Постепенно такой подход стал позицией и поэтической концепцией Асеева.
Кроме того, сборник свидетельствует о преодолении увлечения творчеством поэта-символиста Валерия Брюсова. Это увлечение, в частности, отразилось в первой книге Асеева «Ночная флейта». Включённое в него стихотворение «Внезапье» посвящено Брюсову, есть влияние его поэтики и в других произведениях. Но в «Зоре» в стихотворении «Запевает» Асеев иронизирует над ним, противопоставляет брюсовскую рассудочность футуристической стихии:
Вал. Брюсов с костылём и сумкой, бормоча заклятья весами и мерой, собирает брошенные тем славянизмы — в мешок. Наезжают запорожцы. Бр. прячется.
Эту позицию Асеев прояснил в поздней статье: «Брюсов владел холодным оружием поэзии: её мерой и весом. Это вызывало уважение, но уводило в историю, в музей, в библиотеку». Мешков полагает, что изменение отношения к Брюсову обусловлено и сближением с кубофутуристами, для которых тот был одной из мишеней критики, представителем устаревшего искусства.
Мешков также обнаруживает в «Зоре» антиурбанистическое начало, ставшее развитием мотива страдания лирического героя в объятиях каменного города. Этот мотив возник в стихотворении «Фантасмагория» из сборника «Ночная флейта», а получил развитие в стихотворении «Тунь»:
Ты в маске электрической
похаживаешь мимо,
а я — на Дон, на Дон, на Дон
зову тебя очима.

Не сонь моя, не тень моя,
не голос мой не звучен:
я горшими мученьями
во младости замучен.
Таким образом, в «Зоре» обнаруживается целый ряд эстетических и идеологических противопоставлений: академического старого и новаторского искусства, города и народной стихии, границы находятся в оппозиции к свободе.
Кроме того, этот сборник стал одним из определяющих в эволюции идиостиля Асеева. Шайтанов считает стихотворение «Гремль» примером звуковой убедительности поэзии раннего Асеева, проводя звуковую и семантическую цепь от названия к использованным в стихотворении словам «кремь» («кремль») и слову «греми», которые помимо фонетического сходства создают общую картину штурма кремля.
Звуковой образ — самое важное; вот почему он и должен быть вынесен в заглавие — «Гремль». Значит, всё-таки от «греметь»? И да и нет, ибо это одно из тех многосмысленных слов, где — «глаза для тайны», где — начало лирического сюжета.
В стихотворении «Начало зора» Шайтанов обращает внимание на череду близких по звучанию и сближаемых по смыслу слов. Этот приём часто встречается и у Велимира Хлебникова.
Теки, токуя, туча! Ножи нагие, нежьте!
Кто преет, предкам предан, вперёд приходит прежде.
По мнению исследователя, этот метод помог Асееву освоить внутренне близкую ему поэтику, восходящей к народной речи, фольклору, летописям, которые он знал и был увлечён ими ещё в курском детстве. Мешков, говоря о неологизмах, которые использует Асеев, считает их частью языкового эксперимента, однако отмечает, что автор, развивая опыт Хлебникова, не доходит до словотворческих крайностей. Также он обращает внимание на песенное начало, явно ощущаемое в стихах «Зора». Так, в ритмико-синтаксической структуре стихотворения «Гремль» Мешков обнаруживает частушечный ритм, подчёркиваемый дактилическими клаузулами и междометиями.
Несмотря на приметы поэтической эволюции, по мнению критика Вячеслава Огрызко, «Зор», как и «Ночная флейта», показывает Асеева как потенциально сильного, но ещё не сформировавшегося поэта, находящегося в поисках своего стиля.